# Kosi Kalan
Kosi Kalan – miasto w północnych Indiach w stanie Uttar Pradesh, na Nizinie Hindustańskiej.
Populacja miasta w 2001 roku wynosiła 45 684 mieszkańców.